# Michael J. Anderson
Pour les articles homonymes, voir Michael Anderson (homonymie) et Anderson.
Michael J. Anderson, né le 31 octobre 1953 à Denver, est un acteur américain connu pour ses rôles dans les séries Mystères à Twin Peaks et La Caravane de l'étrange.

## Biographie
Atteint d'ostéogenèse imparfaite, il grandit en fauteuil roulant. Étudiant, il crée le groupe « Wayward Gene and the Natural Selection ». Il travailla aussi pour la NASA en tant qu'expert en informatique. 
Il apparaît en 1990 dans des épisodes de Mystères à Twin Peaks, créée par David Lynch. L'agent Dale Cooper le voit dans ses rêves, dans une loge rouge où il prononce les mots d'une manière étrange. Lynch le met également en scène dans le film Mulholland Drive (2001), dans lequel il joue un homme de grande taille grâce à un corps artificiel.
Entre 2003 et 2005, il joue le rôle du manager Samson dans la série La Caravane de l'étrange sur la chaîne HBO.

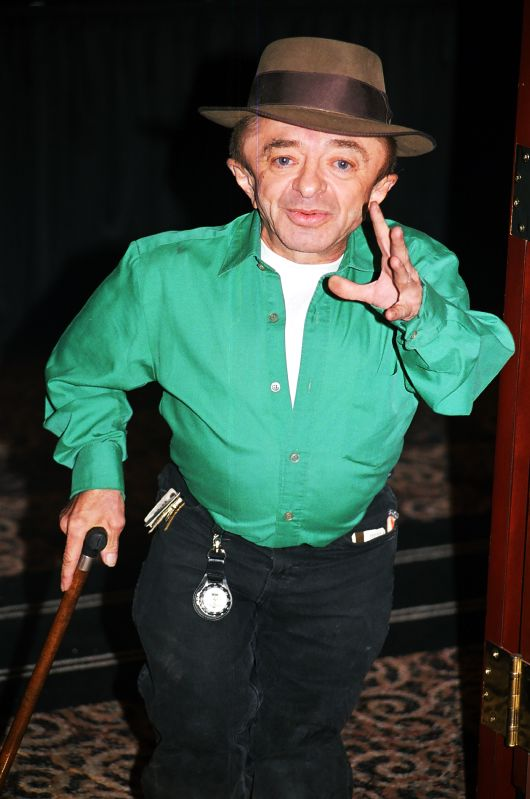
Anderson au CarneyCon, 2006.

Il a fait de nombreuses apparitions dans le soap opera Port Charles, comme invité dans le rôle de « Peter Dreeb » dans Un drôle de shérif (Picket Fences), en tant que tenancier d'un hôtel dans la série X-Files (épisode « Faux frères siamois »), le Nain Tracassin dans Avec des « si »... (If Wishes Were Horses), dans un épisode de Star Trek : Deep Space Nine, et joue un leprechaun récurrent dans la huitième saison de la série fantastique Charmed.

## Filmographie

### Cinéma
- 1983 : Buddies
- 1987 : The Great Land of Small : Fritz/The King
- 1989 : Suffering Bastards : Little Elvis
- 1989 : No such thing as Gravity : le botaniste
- 1990 : Whatever Happened to Mason Reese : chef Sushi
- 1990 : Industrial Symphony No. 1: The Dream of the Broken Hearted : lightman
- 1991 : Mannequin: On the Move : le porteur de boîte de bijoux
- 1992 : Twin Peaks: Fire Walk with Me : l'homme venu d'ailleurs
- 1993 : Night Trap : officier de police
- 1994 : Murder too Sweet : Harry the Huckster
- 1995 : Caged Hearts : John
- 1996 : Street Gun : Lamar
- 1997 : Warriors of Virtue : Mudlap (film, et merchandising)
- 1998 : Club Vampire : Kiddo
- 1999 : Minimum Wage : Zeke Bleak
- 2001 : Mulholland Drive : M. Roque
- 2003 : Sticky Fingers : l'homme en colère
- 2003 : Tiny Tiptoes : Bruno
- 2004 : Big Time : Henri Blunderbore

### Télévision
- 1990 - 1991 : Mystères à Twin Peaks : l'homme venu d'ailleurs dans quatre épisodes
- 1992 : Fool's Fire : Hopfrog
- 1992 : Un drôle de shérif (Picket Fences) : Peeter Dreeb (épisode 'M. Dreeb comes to Town')
- 1993 : Star Trek : Deep Space Nine Avec des « si »... (If Wishes Were Horses
- 1994 : Loadstar: The Legend of Tully Bodine : barman #1
- 1995 : X-Files : M.. Nutt (épisode Faux frères siamois (Humbug))
- 1998 : Maggie (épisode Ka-boom)
- 1999 : The Phantom Eye : Doll Man/Carl
- 1991 : Port Charles : Peter Zorin
- 2001 : Black Scorpion (épisode Crime Time)
- 2001 : Blanche-Neige (Snow White: The Fairest of Them All) : Dimanche, le nain violet
- 2005 : La Caravane de l'étrange : Samson (22 épisodes)
- 2006 : Charmed : O'Brian le Leprechaun (2 épisodes)
- 2010 : Cold Case : Nathaniel « Biggie » Jones (épisode Métamorphose)
- 2011 : Adventure Time with Finn & Jake : Gummy
- 2013 : Scooby-Doo! Mystery Incorporated : Horatio Kharon